# Cirque d'hiver
Cirque d'hiver (Zimní cirkus) je stavba v Paříži v 11. obvodu mezi ulicemi Rue des Filles Calvaires a Rue Amelot. Původní cirkus dnes slouží k různým kulturním představením. Cirque d'hiver je dnes poslední z 18 cirkusů, které byly postaveny v Paříži.

## Historie
Cirque d'hiver byl postaven v roce 1852 za pouhých osm měsíců. Autorem je Jakob Ignaz Hittorff (1792-1867), architekt cirkusů v 19. století. Stavba má půdorys 20stranného polygonu o průměru 41 metrů, na každém rohu je korintský sloup, takže stavba budí dojem kruhu. Původně byl určen pro 4000 diváků, jeho současná kapacita je 2090 osob kvůli bezpečnostním normám.
Během své 150leté existence byl často nucen měnit svou funkci a ztratil mnoho ze svého původního vybavení. V roce 1975 byla budova zapsána mezi historické památky.

## Současné využití
Dnes se zde, kromě cirkusových vystoupení, konají i další akce jako jsou ukázky drezur, muzikály nebo módní přehlídky.